# Öbåge

Beskrivning över hur en öbåge uppstår och avslutas.

Öbåge är en bågformig kedja av vulkaniska öar på gränsen mellan två kolliderande plattor i jordskorpan. Två klassiska exempel på öbågar är Marianerna i västra Stilla havet och Små Antillerna i Västindien.

## Bildande
Ett sätt som öbågar bildas på kan beskrivas på följande sätt:
1: Två litosfärplattor möts och den ena tvingas in under den andra. Vid sammanpressningen uppstår bristningar i den överliggande plattan och vulkaner bildas i sprickzonerna.
2: När trycket ökar vidgas sprickorna och fler vulkaner uppstår i linje. Dessa vulkaner, tillsammans med den ökade landmassan som bildas kring dem vid utbrotten, är grunden för en öbåge.
3: När plattorna trycks mer och mer mot varandra uppstår ett avgränsat, grunt hav mellan öbågen och fastlandet. Vulkanerna slocknar men djupt ner i berggrunden finns intrusioner med magmatisk berggrund som svalnar långsamt. 
4: De två litosfärplattorna går ihop och öbågens berggrund blir en del av den omkringliggande berggrunden.